# Блафтон (город, Миннесота)
Блафтон (англ. Bluffton) — город в округе Оттер-Тейл, штат Миннесота, США. На площади 7,2 км² (7,2 км² — суша, водоёмов нет), согласно переписи 2002 года, проживают 210 человек. Плотность населения составляет 29,3 чел./км².
- Телефонный код города — 218
- Почтовый индекс — 56518
- FIPS-код города — 27-06778[1]
- GNIS-идентификатор — 0640313[2]